# 新津きよみ
新津 きよみ（にいつ きよみ、1957年5月4日 -）は、日本の小説家。長野県大町市出身。夫は同じく小説家の折原一。

## 経歴
大町市立仁科台中学校を経て、長野県松本深志高等学校に進学。高校の1年先輩に務台俊介がいた。青山学院大学文学部フランス文学科を卒業後、いくつかの企業にOLとして勤めながら講談社フェーマススクールズの小説作法講座を受講していた時、講師の山村正夫の勧めにより小説の投稿を始めたことが小説家としてのデビューに繋がる。1987年、第7回横溝正史賞に応募した「ソフトボイルドの天使たち」が最終候補作となる。1988年に「両面テープのお嬢さん」にて小説家デビュー。
女性心理をリアルに描くことに定評があり、日常に根差したサスペンス、ホラー作品に代表作が多い。森村誠一は、新津の著書『信じていたのに』の解説中で「新津の初期作品は青春ミステリーの色合いが濃かったが、現在はドメスティック・ミステリー、そこからドメスティック・ホラーに転じる作品が増えた」と記している。
2014年より信濃大町観光大使（大町市）を務める。
2018年、『二年半待て』で徳間文庫大賞2018を受賞。

## 作品リスト

### ヴァージン家族シリーズ
- 『ヴァージン家族』（1988年4月 講談社ノベルス）
- 『ヴァージン家族〈2〉殺人デパートの巻〉（1988年10月 講談社ノベルス）

### 女監察医・叶理香子シリーズ
- 『女監察医・叶理香子』（1991年5月 大陸ノベルス）
- 『喪失の殺意 女監察医・叶理香子の検案調書から』（1991年12月 フタバノベルス / 1997年1月 双葉文庫）

### 三上量子シリーズ
- 『恐怖の白昼夢 ドリーム・カウンセラー三上量子』（1993年8月 フタバノベルス / 1998年3月 双葉文庫）
- 『眠れない花嫁 サイコセラピスト三上量子＆探偵四方晴彦』（1993年12月 学研 / 1999年7月 双葉文庫）
  - 収録作品：浅い夢の記憶 / 眠れない花嫁

### 七倉愛子シリーズ
- 『指名手配 特別捜査官七倉愛子』（2011年10月 角川春樹事務所 / 2012年10月 ハルキ文庫）
- 『逃げ切り 特別捜査官七倉愛子』（2013年5月 ハルキ文庫）

### 三世代警察医物語
- 『帰郷 三世代警察医物語』（2014年8月 光文社文庫）
- 『父娘の絆 三世代警察医物語』（2015年9月 光文社文庫）

### 長編
- 『両面テープのお嬢さん』（1988年3月 角川スニーカー文庫）
- 『突然変異のマタニティ』（1988年8月 角川スニーカー文庫）
- 『留学生は吸血鬼』（1988年8月 ケイブンシャ文庫コスモティーンズ）
- 『いとしのボディガードさま』（1988年12月 ケイブンシャ文庫コスモティーンズ）
- 『結婚させない女』（1989年4月 双葉社 / 1997年8月 双葉文庫）
- 『結婚紹介殺人事件』（1989年6月 有楽出版社 / 2000年7月 ハルキ文庫）
- 『誘われてアクトレス』（1989年10月 角川スニーカー文庫）
- 『殺人適齢期』（1989年11月 双葉社 / 1992年8月 双葉文庫）
- 『安曇野殺人紀行』（1990年2月 大陸ノベルス / 1999年12月 ハルキ文庫）
- 『イヴの原罪』（1990年8月 出版芸術社 / 1996年2月 光文社文庫）
- 『胎内余罪』（1992年5月 実業之日本社 / 1997年6月 ケイブンシャ文庫）
- 『震える家』（1993年12月 角川文庫）
  - 【改題】 訪問者（2002年1月 角川ホラー文庫）
- 『階上に住む女』（1994年1月 実業之日本社 / 1999年11月 日文文庫）
- 『匿名容疑者』（1994年9月 トクマ・ノベルズ）
- 『純白の殺意―グルメライター水沢風味子・周富徳の殺人レシピ』（1994年11月 ホリプロ）
- 『正当防衛』（1995年5月 徳間文庫 / 1999年6月 日文文庫）
- 『流転』（1995年6月 双葉社 / 1998年9月 双葉文庫）
- 『血を吸う夫』（1996年1月 読売新聞社 / 1999年6月 ハルキ文庫）
- 『二重証言』（1996年9月 読売新聞社 / 1998年9月 ハルキ文庫）
- 『女友達』（1996年12月 角川ホラー文庫）
- 『危険な恩人』（1997年11月 勁文社ノベルス / 2000年12月 ハルキ文庫）
- 『婚約者』（1997年12月 角川ホラー文庫）
- 『隣の女』（1998年9月 ハルキ・ノベルス / 2001年7月 ハルキ文庫）
- 『アルペジオ』（1998年10月 講談社）
  - 【改題】アルペジオ―彼女の拳銃 彼のクラリネット（2001年12月 講談社文庫）
- 『愛読者』（1998年12月 角川ホラー文庫）
- 『同姓同名』（1999年7月 ハルキ文庫）
- 『招待客』（1999年12月 角川ホラー文庫）
- 『捜さないで』（2000年2月 祥伝社文庫）
- 『ふたたびの加奈子』（2000年8月 ハルキ・ホラー文庫 / 2012年10月 ハルキ文庫【新装版】）
- 『生死不明』（2000年9月 実業之日本社 / 2003年9月 ハルキ文庫）
- 『氷の靴を履く女』（2000年11月 日本文芸社 / 2003年11月 光文社文庫）
- 『同窓生』（2000年12月 角川ホラー文庫）
- 『見つめないで』（2001年2月 祥伝社文庫）
- 『もう一度住みたい』（2001年8月 ハルキ・ホラー文庫）
- 『さわらないで』（2001年11月 祥伝社文庫）
- 『なくさないで』（2002年5月 祥伝社文庫）
- 『ひとおもいに夏子』（2002年7月 ハルキ・ホラー文庫）
- 『ルーム』（2002年9月 実業之日本社ジョイノベルス / 2005年3月 角川ホラー文庫）
- 『同居人』（2003年1月 角川ホラー文庫）
- 『緩やかな反転』（2003年3月 角川書店 / 2010年10月 角川文庫）
- 『ただ雪のように』（2003年7月 光文社文庫）
- 『囚われて桜子』（2003年7月 ハルキ・ホラー文庫）
- 『決めかねて』（2003年10月 祥伝社文庫）
- 『担任』（2004年1月 角川ホラー文庫）
- 『彼女の深い眠り』（2004年4月 光文社文庫）
- 『生まれいづる双葉』（2004年7月 ハルキ・ホラー文庫）
- 『かけら』（2005年2月 祥伝社文庫）
- 『スパイラル・エイジ』（2005年5月 講談社 / 2008年10月 講談社文庫）
- 『愛されてもひとり』（2006年7月 祥伝社文庫）
- 『彼女の命日』（2006年9月 角川春樹事務所 / 2008年10月 ハルキ文庫）
- 『ママの友達』（2007年3月 光文社 / 2010年2月 光文社文庫）
- 『ユアボイス 君の声に恋をして』（2007年9月 理論社 ミステリーYA!）
  - 【改題】ユアボイス（2012年7月 PHP文芸文庫）
- 『トライアングル』 （2008年9月 角川書店 / 2009年4月 角川文庫【ドラマ版】 / 2011年5月 角川文庫）
- 『ひとり』（2009年1月 角川ホラー文庫）
- 『ダブル・イニシャル』（2012年5月 角川文庫）
- 『彼女の時効』（2012年9月 光文社 / 2015年5月 光文社文庫）
- 『記録魔』（2012年12月 祥伝社文庫）
- 『手紙を読む女』（2013年7月 徳間文庫）
- 『彼女の遺言』（2015年3月 ハルキ文庫）
- 『神様からの手紙 喫茶ポスト』（2016年10月 ハルキ文庫）
- 『ただいまつもとの事件簿』（2021年4月 光文社文庫）
- 『猫に引かれて善光寺』（2023年12月 光文社文庫）

### 短編集
- 『殺意が見える女』（1998年10月 徳間文庫）
  - 【改題】夫が邪魔（2019年6月 徳間文庫）
    - 収録作品：夫が邪魔 / マタニティ・メニュー / 二十五時の箱 / 左手の記憶 / 捕らえられた声 / 永遠に恋敵 / 殺意が見える女
- 『彼女たちの事情』（1999年12月 NHK出版 / 2003年3月 光文社文庫 / 2020年6月 光文社文庫【決定版】）
  - 収録作品：グリーフケア（決定版のみ） / ホーム・パーティー / 紫陽花 / 妻の声 / 花火 / 飾りたかった絵 / あなたに借りた本 / クリスマス・イブ / 着物の魔術 / 冬の観覧車 / 返す女 / シンクロニシティ / 小さな耳 / ずっとそばにいて / 歯と指 / 尽くす女 / 凍った約束 / 注意に注意 / 開けてはならない（決定版のみ） / 遺品（決定版のみ）
- 『そばにいさせて』（2001年10月 光文社文庫）
  - 収録作品：血液型占い / 胎教 / 近況報告 / 大人の作文 / 行方 / そばにいさせて / 運を捨てた女 / 指の共犯者 / 女の部屋 / 無視する女
- 『彼女が恐怖をつれてくる』（2001年11月 実業之日本社ジョイノベルス / 2004年11月 光文社文庫）
  - 収録作品：戻って来る女 / 時を止めた女 / ぶつかった女 / 口が堅い女 / 彼が殺した女 / 卵を愛した女 / 結ぶ女 / 猫を嫌う女
- 『時効を待つ女』（2005年1月 徳間文庫）
  - 収録作品：時効を待つ女 / 筆が殺した / 彼女に流れる静かな時間 / 種を蒔く女 / 捨てられない秘密 / わたしのもの
- 『信じていたのに』（2005年9月 光文社文庫）
  - 収録作品：拾ったあとで / 返しそびれて / 切っても切れない / 名づけられて / 信じていたのに / のちのちまで / 間違えられて
- 『左手の記憶』（2005年11月 出版芸術社）
  - 収録作品：返す女 / 無視する女 / 尽くす女 / 歯と指 / そばにいさせて / 結ぶ女 / 凍った約束 / 戻って来る女 / 頼まれた男 / 捕えられた声 / 明日、見た夢 / 卵を愛した女 / 奇跡の少女 / 時を止めた女 / 左手の記憶
- 『悪女の秘密』（2007年4月 光文社文庫）
  - 収録作品：女に向いてる職業 / 傷自慢 / 頼まれた男 / 二人旅 / うわさの出所 / サンルーム / 彼女の一言 / 塀の向こう側 / インサイド / 悪女の秘密 / どこへ
- 『私はここにいる、と呟く。』（2007年11月 徳間書店 / 2010年9月 徳間文庫）
  - 収録作品：わたしを探して / 時のひずみ / あなたの居場所 / 忘れはしない / 思い出を盗んだ女 / あの日あのとき / その日まで
- 『星の見える家』（2009年2月 光文社文庫）
  - 収録作品：危険なペア / 星の見える家 / 二度とふたたび / 五年日記 / 約束 / 再来 / セカンドオピニオン
- 『情動』（2009年11月 徳間書店）
  - 【改題】孤独症の女（2012年4月 徳間文庫）
    - 収録作品：女友達 / 愛甥 / 別居 / 義理の兄 / ステップファミリー / 実家 / 一人（徳間文庫版では「孤独症の女」に改題）
- 『指先の戦慄』（2010年6月 角川ホラー文庫）
  - 収録作品：無視する女 / 左手の記憶 / 尽くす女 / 歯と指 / 返す女 / 結ぶ女 / 頼まれた男 / 緊急連絡網 / 捕らえられた声 / 戻って来る女
- 『巻きぞえ』（2011年2月 光文社文庫）
  - 収録作品：第一発見者 / 巻きぞえ / 反対運動 / 行旅死亡人 / 二番目の妻 / ひき逃げ / 解剖実習
- 『意地悪な食卓』（2013年4月 角川ホラー文庫）
  - 収録作品：嗅覚 / 珍味 / 遺品 / 弁当箱 / 給食 / 手作り / お裾分け / 怖い食卓
- 『最後の晩餐』（2014年3月 角川ホラー文庫）
  - 収録作品：ペアカップ / 料理講座 / 悪阻 / 卵を愛した女 / 食の事件簿 / 献立 / 最後の晩餐
- 『フルコースな女たち』（2015年3月 角川ホラー文庫）
  - 収録作品：転落―食前酒 / ゼンサイのような女―前菜 / 散骨―スープ / 水難の相―魚料理（メインディッシュその1） / 薬―お口直し / 男狩り―肉料理（メインディッシュその2） / スイーツ・バイキング―デザート / マタニティ・メニュー―特別料理 / あとがき―プチフール
- 『夫以外』（2016年4月 実業之日本社文庫）
  - 収録作品：夢の中 / 元凶 / 寿命 / ベターハーフ / セカンドパートナー / 紙上の真実
- 『二年半待て』（2017年8月 徳間文庫）
  - 収録作品：彼女の生きる道 / 二年半待て / 兄がストーカーになるまで / 遠い心音 / ダブルケア / 糸を切る / お片づけ
- 『シェアメイト』（2018年3月 角川ホラー文庫）
  - 収録作品：シェアメイト / おばあちゃんの家  / 二年魔取り / 我を忘れる / 食べごろし / 楽園
- 『誰かのぬくもり』（2018年5月 光文社文庫）
  - 収録作品：お守り / 誰かのぬくもり / 罪を認めてください / 思い出さずにはいられない / 骨になるまで / 秘密 / 女の一生 / 不惑
- 『始まりはジ・エンド』（2020年9月 双葉文庫）
  - 収録作品：絶縁 / 永久に / 引き際 / 余命 / 陰のコレクター / 彼女のステージ / 死ぬまでにしてほしい五つのこと
- 『セカンドライフ』（2020年10月 徳間文庫）
  - 収録作品：見知らぬ乗客 / 演じる人 / 誤算 / セカンドライフ / 三十一文字 / 雲の上の人 / 定年つながり
- 『妻の罪状』（2021年10月 実業之日本社文庫）
  - 収録作品：半信半疑 / ガラスの絆 / 殻の同居人 / 君の名は？ / あなたが遺したもの / 罪の比重 / 妻の罪状
- 『なまえは語る』（2022年12月 実業之日本社文庫）
  - 収録作品：名づけられて / 時を止めた女 / 君の名は？ / 時効を待つ女 / 再燃 / お片付け / 紙上の真実 / こだわり

### 共著・アンソロジー
「」内が収録されている新津きよみの作品タイトル
- やっぱりミステリーが好き（1990年6月 新潮社 / 1995年3月 講談社文庫）「女に向いてる職業」
- 犯人探し推理ゲーム（1995年11月 二見WAIWAI文庫）- 矢島誠、夏野百合、牧南恭子 他全13人で執筆
- 二重生活（1996年10月 双葉社 / 2000年3月 講談社文庫） - 夫・折原一との共著
- 白のミステリー（1997年12月 光文社）
  - 【改題・再編集】秘密の手紙箱（1999年12月 光文社文庫）「傷自慢」
- ザ・ベストミステリーズ 1998 推理小説年鑑（1998年6月 講談社）「殺意が見える女」
  - 【分冊・改題】殺人者 ミステリー傑作選38（2000年11月 講談社文庫）
- 最新「珠玉推理」大全 下（1998年10月 光文社カッパ・ノベルス）「頼まれた男」
  - 【改題】闇夜の芸術祭（2003年4月 光文社文庫）
- さむけ（1999年4月 祥伝社文庫）「頼まれた男」
- ザ・ベストミステリーズ 1999 推理小説年鑑（1999年6月 講談社）「時効を待つ女」
  - 【分冊・改題】密室＋アリバイ＝真犯人 ミステリー傑作選40（2002年2月 講談社文庫）
- 妖かしの宴 わらべ唄の呪い（1999年12月 PHP文庫）「郵便屋さん―タイムカプセル」
- エロティシズム12幻想（2000年2月 エニックス / 2002年3月 講談社文庫）「サンルーム」
- ザ・ベストミステリーズ 2000 推理小説年鑑（2000年6月 講談社）「返す女」
  - 【分冊・改題】罪深き者に罰を ミステリー傑作選42（2002年11月 講談社文庫）
- 花迷宮（2000年7月 日文文庫）「二人旅」
- 雪女のキス・異形コレクション綺賓館〈2〉（2000年12月 光文社カッパ・ノベルス）「戻って来る女」
- 私は殺される（2001年3月 ハルキ文庫）「うわさの出所」
- ミステリー傑作選・特別編〈6〉自選ショート・ミステリー2（2001年10月 講談社文庫）「ホーム・パーティー」
- 事件現場に行こう（2001年11月 光文社カッパ・ノベルス / 2006年4月 光文社文庫）「種を蒔く女」
- 緋迷宮（2001年12月 祥伝社文庫）「彼女に流れる静かな時間」
- 殺人鬼の放課後（2002年1月 角川スニーカー文庫）「還って来た少女」
- 蒼迷宮（2002年3月 祥伝社文庫）「彼女の一言」
- 危険な関係―女流ミステリー傑作選（2002年5月 ハルキ文庫）「結ぶ女」
- 紫迷宮（2002年12月 祥伝社文庫）「拾ったあとで」
- 翠迷宮（2003年6月 祥伝社文庫）「捨てられない秘密」
- ミステリア（2003年12月 祥伝社文庫）「返しそびれて」
- ときめき―恋愛ミステリー館〈1〉（2004年12月 廣済堂文庫）「永遠に恋敵」
- 事件を追いかけろ サプライズの花束編（2004年12月 光文社カッパ・ノベルス / 2009年4月 光文社文庫）「拾ったあとで」
- 異形コレクション31 妖女（2004年12月 光文社文庫）「奇跡の少女」
- 青に捧げる悪夢（2005年3月 角川書店 / 2013年2月[注 1] 角川文庫）「還って来た少女」
- 作家の手紙（2007年2月 角川書店 / 2010年11月 角川文庫）「相手の妻が読むことを想定して、同窓会で再会した初恋の男からの誘いを断る手紙」
- 事件の痕跡（2007年11月 光文社カッパ・ノベルス / 2012年4月 光文社文庫）「二度とふたたび」
- 異形コレクション39 ひとにぎりの異形（2007年12月 光文社文庫）「開けてはならない」
- 短篇ベストコレクション 現代の小説2008（2008年6月 徳間文庫）「その日まで」
- ザ・ベストミステリーズ 2008 推理小説年鑑（2008年7月 講談社）「その日まで」
  - 【分冊・改題】Doubt きりのない疑惑 ミステリー傑作選（2011年11月 講談社文庫）
- 現場に臨め（2010年10月 光文社カッパ・ノベルス / 2014年4月 光文社文庫）「思い出を盗んだ女」
- 日本文学100年の名作 第9巻1994-2003 アイロンのある風景（2015年5月 新潮文庫）「ホーム・パーティー」
- アンソロジー 捨てる（2015年11月 文藝春秋 / 2018年10月 文春文庫）「お守り」
- 短篇ベストコレクション 現代の小説2016（2016年6月 徳間文庫）「寿命」
- 毒殺協奏曲（2016年6月 原書房 / 2019年1月 PHP文芸文庫）「罪を認めてください」
- アンソロジー 隠す（2017年2月 文藝春秋 / 2019年11月 文春文庫）「骨になるまで」
- 迷―まよう― アンソロジー（2017年7月 新潮社 / 2021年12月 実業之日本社文庫）「女の一生」
- 推理作家謎友録 日本推理作家協会70周年記念エッセイ（2017年8月 角川文庫）※エッセイアンソロジー「初の連続ドラマ化と映画化」
- 怪を編む ショートショート・アンソロジー（2018年4月 光文社文庫）「グリーフケア」
- 自薦 THEどんでん返し3（2019年1月 双葉文庫）「拾ったあとで」
- ショートショートドロップス（2019年2月 キノブックス / 2021年2月 角川文庫）「タクシーの中で」
- あなたの不幸は蜜の味 イヤミス傑作選（2019年7月 PHP文芸文庫）「実家」
- アンソロジー 初恋（2019年12月 実業之日本社文庫）「再燃」
- 喧騒の夜想曲（2019年12月 光文社）「兄がストーカーになるまで」
  - 【分冊・改題】喧騒の夜想曲 白眉編 Vol.2（2022年6月 光文社文庫）
- 医療ミステリーアンソロジー ドクターM（2020年7月 朝日文庫）「解剖実習」
- 11の秘密 ラスト・メッセージ（2021年12月 ポプラ社）「十年日記」
- おいしい旅 想い出編（2022年7月 角川文庫）「ゲストハウス」
- ここだけのお金の使いかた（2022年12月 中公文庫）「百万円分の無駄」
- 奸計の遁走曲（2022年12月 光文社）「妻の罪状」
- ミステリな食卓 美味しい謎解きアンソロジー（2023年6月 双葉文庫）「雲の上の人」
- おひとりさま日和（2023年9月 双葉文庫）「サードライフ」
- おいしい旅 しあわせ編（2023年10月 角川文庫）「失われた甘い時を求めて」
- キッチンつれづれ（2024年5月 光文社文庫）「わたしの家には包丁がない」
- 偽りの家 家族ミステリアンソロジー（2024年9月 角川文庫）「おばあちゃんの家」
- おひとりさま日和 ささやかな転機（2024年9月 双葉文庫）「リセット」

## 映像化作品

### テレビドラマ
日本テレビ系
- 火曜サスペンス劇場
  - 結婚適齢期（1991年6月25日、主演：伊藤かずえ、原作：結婚紹介殺人事件）
  - 悪女の階段（1996年1月23日、主演：大竹しのぶ、原作：イヴの原罪）
  - 女友達（1997年7月15日、主演：藤田朋子）
  - 生死不明（2003年1月28日、主演：南果歩）

テレビ東京・BSジャパン系
- 忍びよる殺意（1992年2月3日、主演：藤真利子、原作：女に向いてる職業『悪女の秘密』所収）
- BSミステリー
  - 二つの嘘〜同窓会殺人事件!（2005年8月14日、主演：田中好子、原作：二重証言）

テレビ朝日系
- 土曜ワイド劇場
  - 殺人適齢期（1992年4月25日、主演：高樹沙耶）
  - 正当防衛（1997年3月1日、主演：とよた真帆）
  - 二重証言の妻（1999年5月22日、主演：片平なぎさ、原作：二重証言）
  - 匿名容疑者（2001年5月12日、主演：千堂あきほ）

フジテレビ・関西テレビ系
- 金曜エンタテイメント
  - 結婚させない女（1997年8月22日、主演：萬田久子）

- 復讐の女神たち（2008年6月1日、主演：白石美帆、原作：間違えられて / のちのちまで / 信じていたのに『信じていたのに』所収）
- トライアングル（2009年1月6日-3月17日、全11話、主演：江口洋介）
- 世にも奇妙な物語
  - '16秋の特別編「シンクロニシティ」（2016年10月8日、主演：黒木メイサ、原作：シンクロニシティ『彼女たちの事情』所収）

TBS系
- 月曜ドラマスペシャル
  - 前世の女（ひと）（1999年7月26日、主演：牧瀬里穂、原作：愛読者）

### 映画
- 桜、ふたたびの加奈子（2013年4月6日公開、配給：ショウゲート、監督：栗村実、主演：広末涼子、稲垣吾郎）